# Мирский, Лев Филиппович
Лев Филиппович Мирский (Леон Фёдорович; 1859—1920)— русский народоволец, террорист, совершивший покушение на шефа Отдельного корпуса жандармов генерала А. Р. Дрентельна и выдавший администрации тюрьмы план побега С. Г. Нечаева из Алексеевского равелина Петропавловской крепости.

## Биография
Лев Филиппович Мирский родился в 1859 году в селе Рубанов-Мост Уманского уезда Киевской губернии в семье польского дворянина. В 1877 году окончил гимназию, в Санкт-Петербурге поступил в Императорскую медико-хирургическую академию.
Осенью 1877 года познакомился с членами группы «Земля и воля».
В конце 1877 года в селе Рубанов-Мост раздавал крестьянам книги «преступного содержания». 14 марта 1878 года на квартире у Мирского в Санкт-Петербурге политическая полиция произвела обыск. В это же время Мирский состоял под следствием у Судебного Следователя Старокиевского участка города Киева по двум делам:
- об оскорблении им военного караула и
- об оскорблении смотрителя Киевского Тюремного Замка.

Полиция установила наблюдение за Мирским. Весной 1878 года Мирский был арестован. Сначала он был заключён в Дом предварительного заключения в Санкт-Петербурге, затем переведён в Киев, а осенью 1878 года заключён в Петропавловскую крепость. 10 января 1879 года Мирский был освобождён на поруки адвоката Е. И. Утина.
Шеф жандармов А. Р. Дрентельн запретил Мирскому продолжать образование в Медицинской академии. В начале февраля 1879 года Мирский встретился с одним из членов Исполнительного комитета «Народной воли» А. Д. Михайловым. Мирский предложил план убийства шефа жандармов.
Подготовкой покушения занимались М. А. Михайлов и Н. А. Морозов. Ими были изучены маршруты передвижения Дрентельна по городу. Мирский для покушения приобрёл дорогую лошадь. 13 марта 1879 года около часа дня Мирский на лошади подъехал к карете, в которой сидел Дрентельн и произвёл несколько выстрелов из пистолета. Во время погони лошадь Мирского упала. Мирский уехал на извозчике и позднее был опознан по своей дорогой лошади.
Дрентельн не был ранен, обе пули пролетели мимо, и одна из них потом была найдена между стеклом и стенкой каретной дверцы, внутри.
До конца марта 1879 года Мирский скрывался в Санкт-Петербурге, потом жил в Валдайском уезде по подложному паспорту, под Ростовом-на-Дону и в Таганроге. В Таганроге 6 июля был арестован под именем дворянина Плетнева. 17 ноября суд Санкт-Петербурга приговорил Мирского к смертной казни. 19 ноября временный генерал-губернатор И. В. Гурко смягчил приговор: лишить всех прав состояния (включая дворянство) и сослать в бессрочные каторжные работы.
Невеста Мирского Елена Андреевна Кестельман в 1887 году была выслана на три года в Семипалатинскую область.
28 ноября 1879 года Мирский был доставлен в Алексеевский равелин Петропавловской крепости. В это же время там же содержался в заключении С. Г. Нечаев. 16 ноября 1881 года Мирский запиской сообщил коменданту крепости И. С. Ганецкому о планах Нечаева совершить побег.
26 июня 1883 года распоряжением В. К. Плеве Мирского перевели в Трубецкой бастион. 15 июля переведён в Дом предварительного заключения. 26 июля 1883 года включён в партию народовольцев, отправляющихся на Карийскую каторгу. В сентябре 1890 года его за примерное поведение перевели в вольную команду. В 1894 году разрешили выйти на поселение в Селенгинск. Позже переехал в Верхнеудинск.
Во время революции 1905 года в Верхнеудинске Мирский вместе с И. А. Шинкманом и И. К. Окунцовым издавал газету «Верхнеудинский листок». В первой половине января 1906 года они были арестованы вместе с владельцем газеты Рейфовичем.
Более месяца Мирского и других арестованных возили в «смертном вагоне» поезда Ренненкампфа в качестве заложников. Заключённые вагона присутствовали при казнях в Верхнеудинске и Хилке.
26 февраля 1906 года (по старому стилю) в Чите военно-полевым судом Ренненкампфа приговорён к смертной казни со следующей формулировкой: «Принадлежа к боевой революционной партии, он путём печатания статей, призывал население к низвержению царствующего императора с престола и к насильственному посягательству на изменение существующего в России государственного строя. Сотрудничал в революционной газете «Верхнеудинский листок», организовал противоправительственные манифестации и на митингах произносил публично речи, призывая насильственно лишить монарха его власти верховной». Позднее приговор был заменён каторжными работами без срока. Отбывал наказание в Акатуе. Выйдя на поселение, вернулся в Верхнеудинск.
Умер в Верхнеудинске в 1919 или 1920 году.